# Thioacetal

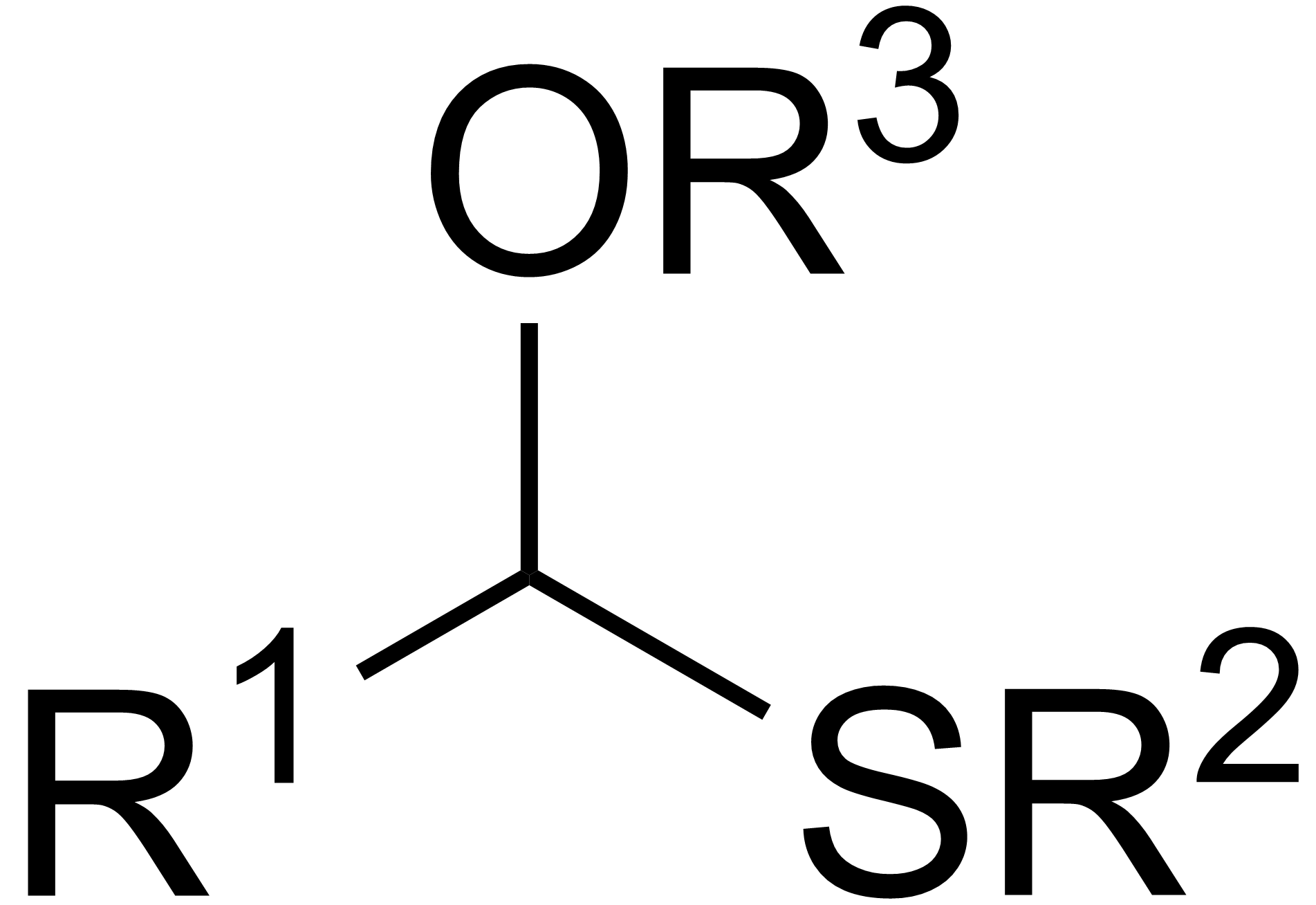
Obecný strukturní vzorec monothioacetalu

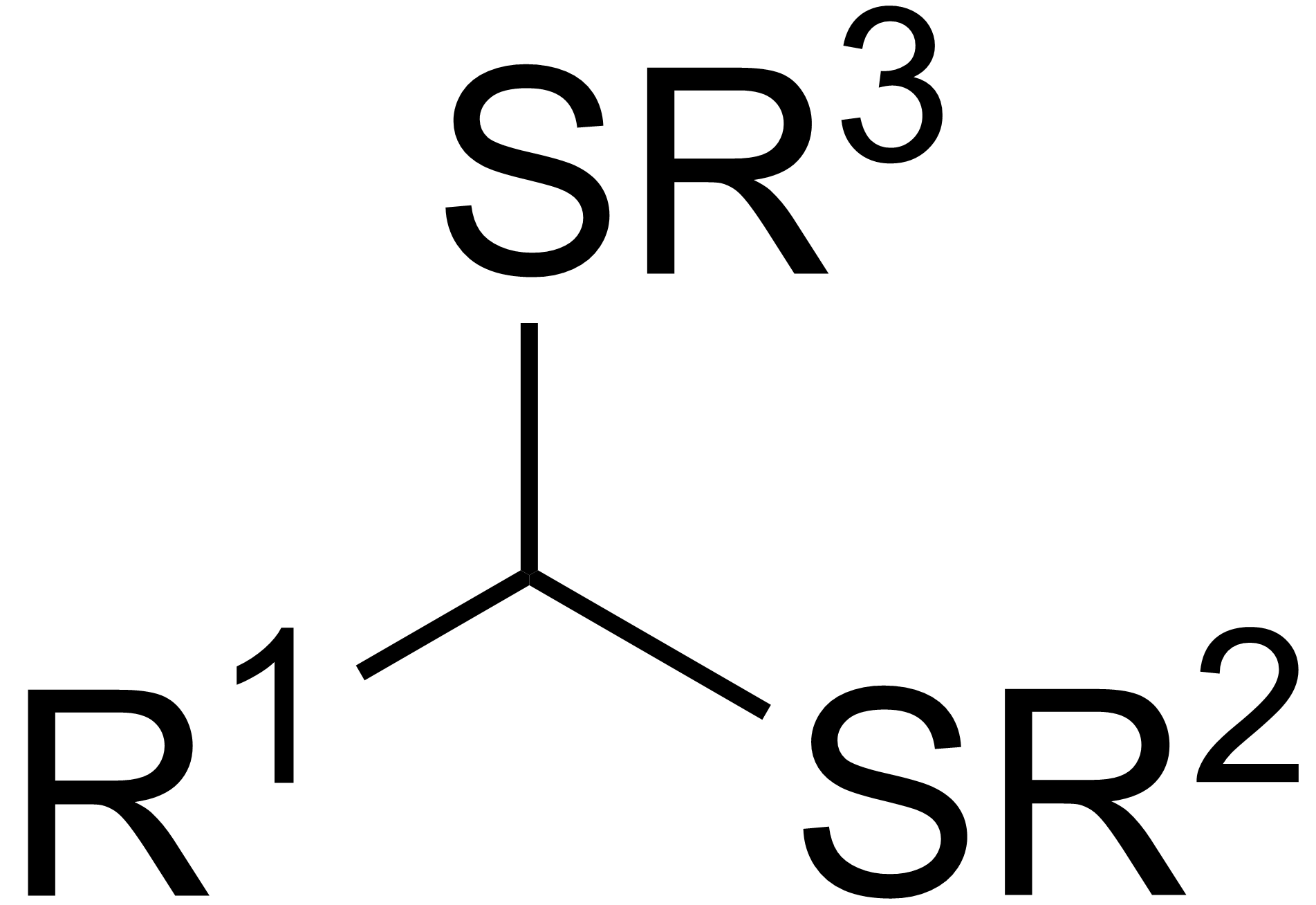
Obecný strukturní vzorec dithioacetalu

Thioacetaly jsou sirné analogy acetalů. Dělí se na dvě skupiny: monothioacetaly, které mají nahrazen jeden atom kyslíku sírou a obsahují funkční skupiny s obecným vzorcem RC(OR')(SR")H, a dithioacetaly, s oběma kyslíky nahrazenými sírou a se vzorcem RC(SR')2H (pak jde o symetrické dithioacetaly) nebo RC(SR')(SR")H (asymetrické dithioacetaly).
Symetrické dithioacetaly jsou poměrně běžné, dají se připravit kondenzacemi thiolů nebo dithiolů s aldehydy. Meziprodukty těchto reakci jsou hemithioacetaly:
1. Reakce thiolu s aldehydem na hemithioacetal: RSH + R'CH(O) → R'CH(SR)(OH)
2. Reakce thiolu s hemithioacetalem za odštěpení vody a vzniku dithioacetalu: RSH + R'CH(OH)SR → R'CH(SR)2 + H2O

Katalyzátory těchto reakcí bývají Lewisovy nebo Brønstedovy kyseliny.
Dithioacetaly vzniklé reakcemi aldehydů s ethan-1,2-dithiolem nebo propan-1,3-dithiolem se často využívají v organické syntéze.
Karbonylový uhlík aldehydu je elektrofilní a tak i náchylný k reakcím s nukleofily, zatímco u dithioacetalů odpovídající uhlík elektrofilní není; díky tomu lze dithioacetaly využít jako chránicí skupiny pro aldehydy.
Karbonylový uhlík dithioaldehydů lze, na rozdíl od aldehydů, deprotonovat a udělat tak z něj nukleofil:
R'CHS2C2H4 + R2NLi → R'CLiS2C2H4 + R2NH
Thioacetaly mohou vyměňovat polaritu mezi R'(H)Cδ+=Oδ− a R'CLi(SR)2. Tato reakce může být provedena například pomocí 1,3-dithianu. Lithiovaný meziprodukt lze využít k různým reakcím vytvářejícím nukleofily, následně dithioketaly, a poté vzniklou sloučeninu zpětně hydrolyzovat na původní karbonyl. Tímto postupem, nazývaným jako Coreyova–Seebachova reakce, vzniká syntetický ekvivalent acylového aniontu.